# Cliff Burton
Clifford Lee Burton (n. 10 februarie 1962, Castro Valley⁠(d), Comitatul Alameda, California, SUA – d. 27 septembrie 1986, Dörarp⁠(d), Comitatul Kronoberg, Suedia) a fost un muzician și compozitor american, al doilea basist al formației americane de heavy metal, Metallica, acesta alăturându-se formației în 1982, înlocuindu-l pe Ron Mc.Govney. Viața și moartea sa tragică au influențat cel puțin două piese și basiști ca Billy Sheehan, Les Claypool și John Myung.

## Biografie
Burton s-a născut în data de 10 februarie 1962, în Castro Valley, California, Statele Unite. Inițial, el a început să cânte la pian de la vârsta de 6 ani. În 1976, la vârsta de 14 ani, Burton a început să studieze chitara bas și a început să cânte în formații locale, în timp ce lua lecții de la profesorul Steve Hamady. Conform spuselor părinților săi, Cliff petrecea între 4 și 6 ore pe zi pentru a-și perfecționa dibăcia la bas, chiar și după ce s-a alăturat formației Metallica. După ce a terminat școala generală, el a luat cursuri de muzică la un colegiu de juniori.

## Cariera

### Cu Metallica
Ceilalți membri ai trupei Metallica căutau un basist ce să fie mai priceput decât Ron McGovney. După cum povestesc ei în ,,Damage, Inc." , ei au asistat la un concert al formației lui Burton, Trauma, și au fost impresionați de solo-ul de chitară a lui Cliff (ce avea mai târziu să devină parte componentă a piesei (Anesthesia) Pulling Teeth). Membrii trupei Metallica l-au "recrutat" pe Burton, după ce au acceptat să își schimbe locația de la Los Angeles la San Francisco. Publicul din Los Angeles era prea "rigid" pentru gusturile lui Burton.
În timpul deplasărilor, Cliff punea "monopol" pe casetofonul mașinii obligându-și astfel colegii să asculte muzică variată începând de la The Misfits, Pink Floyd, și Thin Lizzy, la pianistul Glenn Gould și concerte de ale lui Bach.

### Piese
El a fost co-autor la câteva piese Metallica printre care și Master of Puppets, Orion, For Whom The Bell Tolls și Fade to Black. Cele mai bune exemple ale sunetului său unic la chitară bas sunt:
- Începutul piesei For Whom The Bell Tolls (ce este adesea confundat cu o chitară)
- Solo-ul de bas din piesa Anesthesia (Pulling Teeth)
- Sunetul basului din piesa The Call of Ktulu
- Sunetul basului din piesa Orion
- Începutul piesei Damage Inc.

Burton a scris multe fragmente muzicale ce au fost folosite mai apoi în piesa To Live is to Die de pe albumul ...And Justice for All, tot odată aceasta fiind și o piesă dedicata lui.

### Stilul de a cânta
Stilul său de a cânta era neobișnuit pentru un basist de heavy metal. De la fragmente muzicale foarte alerte și rapide din piese ca The Four Horsemen, la piese melodice ca Orion și solo-uri de chitară bas ca în Anaesthesia (Pulling Teeth). Burton nu a cântat niciodată cu pana, el folosind doar degetele. Acest lucru îi permitea să cânte la mai multe corzi simultan.
Se poate remarca influența a doi muzicieni de muzică rock celebri în muzica lui Burton și anume Lemmy Kilmister (de la Motörhead) și Geddy Lee (de la Rush). Spre deosebire de alți basiști de metal sau metal progresiv, ce preferau basul cu cinci sau chiar șase corzi, Burton cânta doar la o chitară bas cu patru corzi (standard), de obicei cu mai mult de 22 de taste (fret-uri).

### Influența
James Hetfield a recunoscut că influența lui Burton asupra trupei Metallica era mare. Original cântăreț de pian, Burton și-a folosit vastele sale cunoștințe despre teorie muzicală pentru a îmbunătăți muzica și stilul trupei.
Obsesia lui Cliff pentru scriitorul de carți horror H.P. Lovecraft a permis trupei să își dezvolte complexitatea coperților de album și mesajul cântecelor (exemplu: The Call Of Ktulu, The Thing That Should Not Be). 
Cliff a fost de departe cel mai respectat membru al formației, în timp ce James se uita la el "ca la un frate mai mare". Totodată, datorită non-conformismului și atitudinii sale, el a avut o influența asupra look-ului formației.

## Moartea
În timpul unui turneu în Europa, Burton a decedat într-un accident în care autocarul formației s-a răsturnat, alunecând pe poleiul format; el a fost aruncat prin geam, autocarul căzând peste el. Kirk Hammett povestea ca în seara dinaintea accidentului, au avut o dispută pe tema patului în care urmau să doarmă. Disputa s-a încheiat printr-o tragere din cărți de joc, Cliff trăgând Asul de pică și alegându-și patul lui Kirk. Multe surse confimă ipoteza cum că șoferul autocarului ar fi fost sub influența alcoolului. Accidentul s-a petrecut în Suedia.
Trupul lui Burton a fost înmormântat în San Francisco. La ceremonie, s-a cântat piesa „Orion" de pe albumul Master of Puppets. Din această cauză, Metallica nu a mai cântat live „Orion" în varianta completă până în noiembrie 2006, când a fost folosită ca o „punte” de legătură între 2 piese.

### Memorial

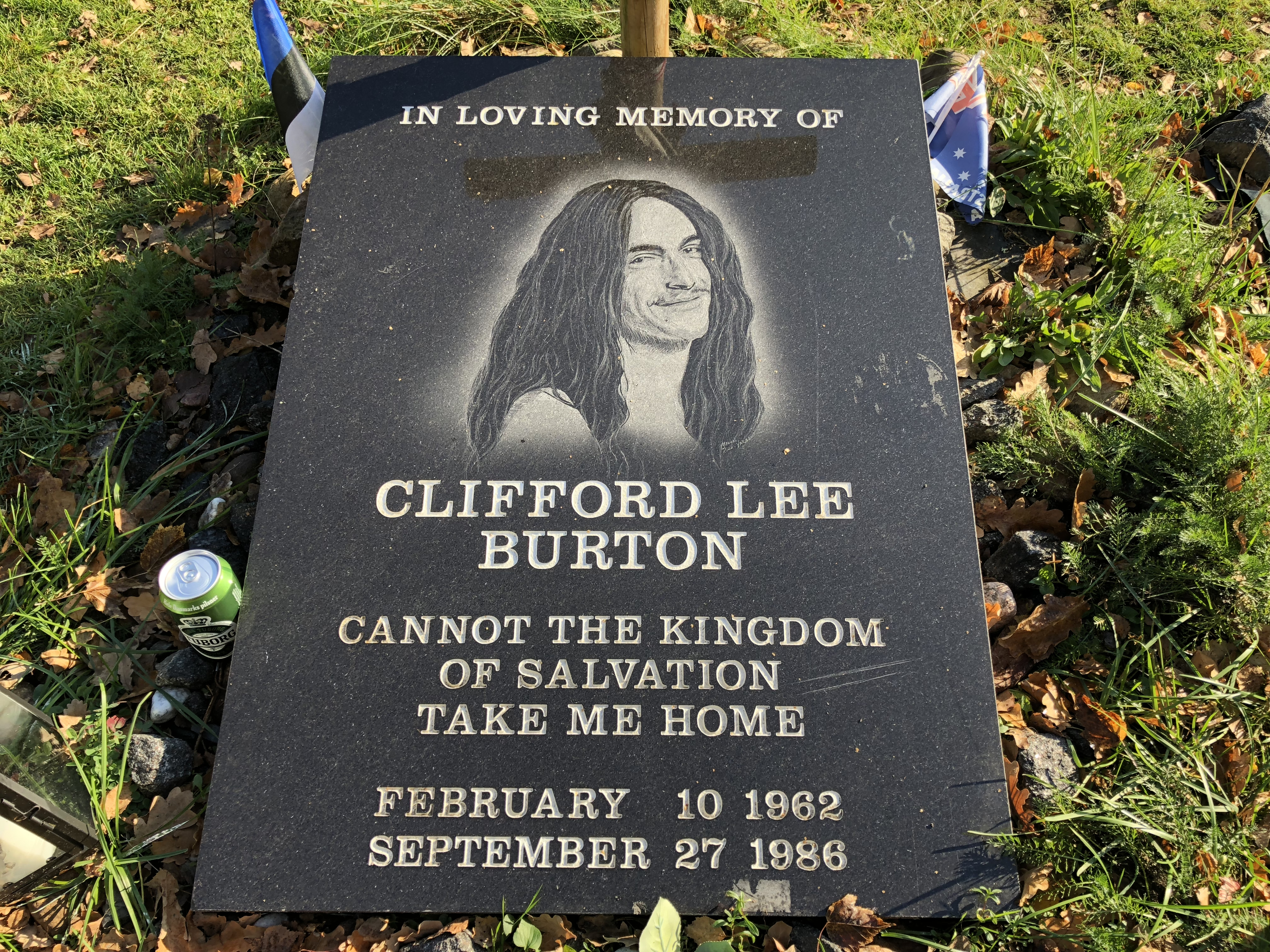
Piatra funerală în memoria lui Cliff Burton, octombrie 2018.

După moartea lui Burton, Metallica au lansat albumul ...And Justice for All, în 1988. Mulți fani Metallica cred că acesta este un ultim omagiu adus de trupă colegului și prietenului lor mort, deși formația nu a clarificat niciodată acest aspect. Totodată, piesa To Live Is To Die îi este dedicată celui de-al doilea basist al formației. 
Piesa In My Darkest Hour de la Megadeth este, de asemenea, un omagiu adus lui Cliff, a recunoscut Dave Mustaine, cel ce a fost în trecut coleg cu Burton la Metallica.
În 1987, Metallica scoate pe piață un documentar numit Cliff'em All, acesta fiind despre influența asupra trupei a lui Cliff dar și o istorie a trupei în timp ce Burton era basist.

### Succesori
Succesorul lui Burton la Metallica a fost basistul Jason Newsted. El a declarat că nu a fost acceptat niciodată de formație. Mereu el a fost poreclit “New-kid” („Puștiul nou-venit”), iar James a refuzat să accepte ideea că el este egal cu Cliff. În aceste condiții, Newsted a părăsit trupa (dupa mai mult de 10 ani în care a susținut chiar fizic concertele Metallica, fiind "cel mai rău" dintre cei patru) și a fost înlocuit de un basist temporar, producătorul Bob Rock, iar apoi de către Robert Trujillo, basistul lui Ozzy Osbourne.

## Discografie

### Metallica
Demo
- 1983 - Megaforce Demo
- 1983 - Ride the Lightning (Demo)|Ride the Lightning
- 1985 - Master of Puppets (Demo)|Master of Puppets

EP-uri
- 1984 - Crepine Death (EP)|Creeping Death
- 1985 - Whiplash (EP)|Whiplash

Albume de studio
- Kill 'Em All (1983)
- Ride the Lightning (1984)
- Master of Puppets (1986)

### Trauma
- 1982 - Demo

## Echipamente

### Chitarele bas
- Rickenbacker 4001
- Aria Pro II SB-1000 neagră.
- Alembic Spoiler

### Amplificatoare
- Mesa Boogie 4"x12" și 1"x15" cabinets
- Ampeg SVT-1540HE Classis Series enclosure

### Efect
- Morley Power Wah Boost
- Electro Harmonix Big Muff
- Ibanez Tube Screamer